# Dinera
Dinera – rodzaj muchówek z rodziny rączycowatych (Tachinidae).

## Wybrane gatunki
- Dinera angustifrons Zhang & Shima, 2006[3]
- Dinera brevipalpis Zhang & Shima, 2006[3]
- Dinera carinifrons (Fallén, 1817)[4]
- Dinera chaoi Zhang & Shima, 2006[3]
- Dinera ferina (Fallén, 1817)[4]
- Dinera fuscata Zhang & Shima, 2006[3]
- Dinera grisescens (Fallén, 1817)[3][4]
- Dinera longirostris Villeneuve, 1936[3]
- Dinera maculosa Zhang & Shima, 2006[3]
- Dinera miranda (Mesnil, 1963)[3]
- Dinera orientalis Zhang & Shima, 2006[3]
- Dinera setifacies Zhang & Shima, 2006[3]
- Dinera sichuanensis Zhang & Shima, 2006[3]
- Dinera similis Zhang & Shima, 2006[3]
- Dinera takanoi (Mesnil, 1957)[3]
- Dinera xuei Zhang & Shima, 2006[3]